# Stajnberg Kjubejs
Stajnberg Kjubejs (engl: Steinberg Cubase) je softverska aplikacija za muzičku produkciju, razvijena od strane nemačke kompanije Stajnberg. Spada u kategoriju takozvanih, Digitalnih Audio Stanica (DAS) ili Sekvencera, koji se koriste za snimanje, aranžiranje i obradu zvuka u muzičkoj produkciji. Jedan je od najstarijih alata svoje vrste i spada u sam vrh softverskih rešenja u ovoj kategoriji. Svoju upotrebu nalazi od malih kućnih, preko velikih profesionalnih studija, sve do audio produkcija za filmove i televizijske kuće.
U početku nezavisna, kompaniju 2003. godine preuzima Američka firma Pinakl Sistems, koju nakon nešto manje od dve godine kupuje japanski gigant Jamaha.

## Nastanak i razvoj
Kompanija Stanjberg nastala je 1984. godine. Osnovali su je Karl Stajnberg i Manfred Rurup, i prvi ozbiljniji proizvod koji su izbacili na tržište bio je Pro - 16, mali MIDI sekvencer sa 16 traka za Komodor 64 platformu. Njegov naslednik, i glavna preteča Kjubejsa, Pro - 24, koji je u prodaju pušten dve godine kasnije, najavio je prelazak na noviju i bržu platformu, Atari 520ST koja je podržavala MIDI u fabričkoj konfiguraciji. Zahvaljujući većoj količini memorije i bržem procesoru Atari platforme, novi proizvod kompanije Stajnberg posedovao je 8 dodatnih traka za sekvence i mnoštvo novih i unapređenih opcija za obradu i aranžiranje traka. Pro - 24 kraj životnog veka doživeo je 1989. godine.
Novi proizvod kompanije Stajnberg pojavio se na tržištu u aprilu te godine pod nazivom Kjubejs. Prva verzija Kjubejsa, iako prvobitno razvijena za postojeću Atari ST platformu, označila je okretanje kompanije ka novoj Mekintoš platformi , kompanije Epl, tada jednoj od pouzdanijih i bržih platformi ličnih računara. U odnosu na svog prethodnika, Kjubejs je imao unapređen i pregledniji korisnički interfejs, te značajno poboljšanje na polju ergonomije kao i proširenu MIDI funkcionalnost. Krajem 1991. razvoj programa doneo je na tržište Kjubejs Audio, verziju programa koja po prvi put nudi i audio podršku u kombinaciji sa već postojećom podrškom za MIDI sekvenciranje. 1992. godine, kompanija Stajnberg izbacuje verziju Kjubejsa za Windows čime on postaje prvi softver svoje vrste, koji je dostupan na svim relevantnim računarskim platformama istovremeno. 1996. godine pojavljuje se Kjubejs VST verzije 3.02, i pored poboljšanja integracije snimanja zvuka i miksa u realnom vremenu, na tržište donosi pravu revoluciju na polju muzičke produkcije, u vidu VST plag in-ova. VST ili Virtuelna Studio Tehnologija, je audio protokol za simulaciju spoljnih audio efekata, dizajnirana da omogući korisnicima manipulaciju nad audio efektima u okviru samog softvera. Ovim potezom ljudi iz Stajnberga su kvalitetnu audio produkciju približili svakodnevnim korisnicima računara, jer za manipulaciju zvukom više nije bila neophodna spoljna oprema koju se do tada, zbog cene, uglavnom mogla sresti samo u profesionalnim studijima za muzičku produkciju. Protokol je 1999. godine unapređen, dobija mogućnost kontrole preko MIDI signala i time uvodi još jednu novinu na polju muzičke produkcije, virtuelne, VSTi, instrumente. Iste godine, Stajnberg na tržište izbacuje paket alata za razvoj VST i VSTi plag in-ova. Omogućavanje korisnicima i drugim softverskim firmama da pod licencom, nezavisno razvijaju sopstvene plag in-ove pokazalo se jako popularnim. Ta popularnost primorala je i druge proizvođače audio softvera da se prilagode tom standardu, rezultirajući time da VST i VSTi standardi postanu matični standardi za veliku većinu plag in-ova za muzičku produkciju i svoj razvoj i unapređenje nastave do danas. Iako iz prva dostupna samo na Makintoš platformi, VST verzija Kjubejsa, 1997. godine našla je put i do Windows računara, u verziji VST 3.5.
Početkom prve decenije novog milenijuma, iako lider na polju VST integracije i efekata, Kjubejs VST je po funkcionalnosti u sferi obrade audio signala počeo da zaostaje za konkurentima. Da bi nadomestili nedostatak, ljudi iz Stajnberga 2002. godine predstavljaju Kjubejs SX. Nova verzija, zasnovana na drugoj platformi iste firme , Stajnberg Nuendo, donela je brojna unapređenja u pogledu obrade audio sekvenci, miksa i menjanja tempa te u mnogome bolje automatizacije i ispravljanja greški pri radu. Kjubejs SX, od svog izlaska na tržište do danas postao je polazna osnova za sve sledeće verzije programa. Poboljšanja u kasnijim verzijama bila su uglavnom kozmetičke prirode kao i na polju kvaliteta zvuka, automatizacije, ergonomije i praćenja standarda koji se tiču VST - a i razvoja hardverskih komponenti za muzičku produkciju. 2006. godine Stajnberg na tržište plasira novu verzija programa, Kjubejs 4 koji kao glavnu novinu donosi unapređenje u pogledu VST standarda, VST3 . Kjubejs 5 na tržištu se pojavio 2009. godine i predstavio poboljšanu sigurnost projekata i zaštitu od krađe dok se 2011. godine zajedno sa Kjubejs verzijom 6, na tržištu po prvi put pojavljuju Stajnbergove hardverske komponente, audio interfejsi i MIDI kontroleri specijalno dizajnirani za rad u Kjubejsu. Kjubejs verzija 7, 2012. godine osim unapređenog dizajna interfejsa, posedovala je i novu konzolu za miks i poboljšanu interakciju sa Stajnbergovim alatom za post produkciju Stajnberg Nuendo.
2012. godine Stajnberg je posle gotovo dve decenije razvio Kjubejs za novu računarsku platformu. Kjubejsis je verzija Kjubejsa namenjena Eplovim iOS uređajima, Ajped i Ајfon. Iako zbog ograničenih resursa kod ovih uređaja, ova verzija po karakteristikama zaostaje za Kjubejsom, Kjubejsis se pokazao kao veoma koristan alat za mobilnu muzičku produkciju i nastavlja redovan razvoj i unapređenje funkcionalnosti.

## Način rada
Kjubejs, kao i gotovo svi programi ove vrste, za početak rada od korisnika zahteva da kreira projekat, u slučaju Kjubejsa on je .cpr formata. U okviru ovog projekta nalaze se sva podešavanja, automatizacije, audio i MIDI trake, informacije o miksu, snimljenim i virtuelnim instrumentima, globalne informacije o projektu i hardverskim komponentama koje se koriste u kombinaciji sa aplikacijom. Kjubejs je više - tračni sekvencer, što znači da korisnici u projektu mogu kreirati jako mnogo, što audio, što MIDI traka sa virtuelnim instrumentima. Sve trake imaju vizuelnu reprezentaciju na glavnoj radnoj površini programa, u slučaju audio traka one su u vidu sinusoide snimljenog signala, dok su u slučaju MIDI traka one tačkastog prikaza gde svaka tačka označava po jednu MIDI instrukciju. Kada korisnik završi sa snimanjem instrumenata i programiranjem MIDI sekvenci, pruža mu se mogućnost za dalju obradu traka. Dodavanje i podešavanje efekata i kompresije, dodavanje virtuelnih instrumenata MIDI trakama kao i njihovo podešavanje, uklanjanje grešaka nastalih pri snimanju, sečenje i spajanje traka, podešavanje tempa, kvantizacije i sinhronizacije samo su neke od opcija koje korisnik ima u obradi traka. Nakon podešavanja svih prethodno pomenutih aspekata projekta, pristupa se izradi miksa. Miks predstavlja proces podešavanja jačine i pozicije različitih traka u projektu, odnosno instrumenata u kompoziciji. Obavlja se u Miks konzoli aplikacije, gde svaka traka ima svoj kanal u kome se može podešavati jačina tojest glasnoća izlaznog signala i pozicija, odnosno koja se porcija signala jače čuje na kom kraju stereo spektra. Miks može biti i automatizovan tako da se, u zavisnosti od podešavanja, dinamički u određenim delovima kompozicije menja sam. U novijim verzijama Kjubejsa postoji i opcija za miks u 5.1 zvučnim okruženjima. Kada je korisnik zadovoljan zvučnom slikom i miksom kompozicije, preostaje mu da sačuva projekat i pružaju mu se opcije za izvoz projekta u jedan audio fajl .mp3 ili .wav formata koji može da posluži za proveru miksa na drugim platformama ili dalju obradu u programima za post produkciju.

## Najbitnije verzije
| Datum      | Verzija           | Platforma                   |
| 12/04/1989 | Kjubejs 1         | Atari ST, Mekintoš          |
| 10/01/1992 | Kjubejs 1.13      | Atari ST, Mekintoš, Windows |
| 12/01/1994 | Kjubejs Skor 2.0  | Mekintoš                    |
| 12/04/1994 | Kjubejs Audio 2.0 | Mekintoš, Windows           |
| 04/01/1996 | Kjubejs Skor 2.5  | Windows                     |
| 05/01/1996 | Kjubejs VST 3.0   | Atari ST, Mekintoš          |
| 12/01/1996 | Kjubejs VST 3.02  | Atari ST, Mekintoš          |
| 11/01/1997 | Kjubejs VST 3.5   | Mekintoš, Windows           |
| 09/01/2000 | Kjubejs VST 5/32  | Mekintoš, Windows           |
| 08/02/2002 | Kjubejs SX        | Mekintoš, Windows           |
| 11/03/2003 | Kjubejs SX2       | Mekintoš, Windows           |
| 11/04/2004 | Kjubejs SX3       | Mekintoš, Windows           |
| 12/06/2006 | Kjubejs 4         | Mekintoš, Windows           |
| 03/09/2009 | Kjubejs 5         | Mekintoš, Windows           |
| 04/11/2011 | Kjubejs 6         | Mekintoš, Windows           |
| 17/12/2012 | Kjubejsis         | iOS                         |
| 13/02/2013 | Kjubejs 7         | Mekintoš, Windows           |
| 14/12/2014 | Kjubejs 8         | Mekintoš, Windows           |

## Spoljašnje veze
- Steinberg Home Page
- Steinberg CUBASE | SOS Tutorials, Techniques & Workshops
- Steinberg (official website).
- „Cubase”, Products (official website), Steinberg.
- Cubase (user forums), Steinberg.
- Werner Kracht on the history of Cubase, DE: Werner Kracht (Developer at Steinberg since 1985), Архивирано из оригинала 10. 04. 2017. г., Приступљено 28. 01. 2017.
- Cubase Expression Maps, Instructional Videos, Patch Name Scripts, Device Panels, VST Presets, and other tools, US: Riveted Studios, Архивирано из оригинала 08. 05. 2013. г., Приступљено 28. 01. 2017.
- Unofficial Cubase and Nuendo User Forums, Cubendo, Архивирано из оригинала 13. 10. 2013. г., Приступљено 28. 01. 2017.